# Odiongan

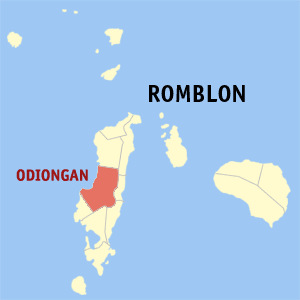
Bản đồ Romblon với vị trí của Odiongan

Odiongan là một đô thị hạng 3 ở tỉnh Romblon, Philippines. Theo điều tra dân số năm 2000, đô thị này có dân số 39.069 người trong 8.624 hộ. Odiongan toạ lạc ở phía trung-tây đảo Tablas.

## Barangay
Odiongan được chia thành 25 barangay.
| - Amatong - Anahao - Bangon - Batiano - Budiong - Canduyong - Dapawan - Gabawan - Libertad - Malilico - Mayha - Panique - Pato-o | - Ligaya (Pob.) - Liwanag (Pob.) - Poctoy - Progreso Este - Progreso Weste - Rizal - Tabing Dagat (Pob.) - Tabobo-an - Tulay - Tumingad - Liwayway (Pob.) - Tuburan |